# Zuco 103
Zuco 103 es un grupo musical internacional formado en 1999. Lo forma el neerlandés Stefan Kruger, el alemán Stefan Schmid y la vocalista brasileña Lilian Vieira. Combina la música electrónica con la brasileña, el pop, etc.

## Discografía

### Álbumes
- 1999 Outro Lado
- 2001 The other side of Outro Lado (remix-álbum)
- 2002 Tales of High Fever
- 2003 One Down, One Up (dubbelalbum)
- 2005 Whaa!
- 2008 After the Carnaval!
- 2016 Etno Chic
- 2019 Tripicalismo
- 2023 Telenova

### Sencillos
- 2005 It's a woman's world
- 2005 Na Mangueira
- 2023 Aruenda